# 神谷万丈
神谷 万丈（萬丈）（かみや またけ、1961年6月19日 - ）は、日本の国際政治学者。防衛大学校教授。専門は、国際政治学、安全保障論、国家戦略論。公益財団法人日本国際フォーラム理事。

## 経歴
- 1981年3月 筑波大学附属駒場高校卒業。
- 1985年3月 東京大学教養学部教養学科卒業
- 1988年5月 コロンビア大学大学院政治学研究科修士課程修了（フルブライト奨学生）
- 1992年4月 同博士課程。防衛大学校助手
- 1993年4月　同講師
- 1994年8月-1995年3月　ニュージーランド戦略研究所特別招聘研究員
- 1996年4月　防衛大学校助教授
- 2004年4月　同教授

## 人物
2022年5月、ロシアのウクライナ侵攻に伴うロシア政府による日本への報復措置（ロシア連邦への日本政府の政策に対する報復措置に関してのロシア外務省声明）によって、ロシア連邦への入国を恒久的に禁止された。

## 親族
父は国際政治学者の神谷不二、母は法学者の神谷笑子（えみこ）、妹はマリンバ奏者の神谷百子、伯母は宇宙物理学者の神谷美子。

## 不祥事
2004年10月8日、東急田園都市線二子玉川―三軒茶屋間を走行中の車内で出勤途中の女性のお尻を触ったとして、東京都迷惑防止条例違反の罪に問われた（本人は否認）。神谷は「人違い。女性の被害証言は信用できない」と一貫して無罪を主張したが、2006年4月28日、東京地方裁判所は求刑どおり、罰金40万円の判決を言い渡した。神谷は判決を不服として控訴したが、2007年1月17日に東京高等裁判所は控訴を棄却した。2007年2月23日、防衛大学校は同日付で、停職14日の懲戒処分を下したことを発表した。最高裁への上告は見送った。

## 共編著
- 防衛大学校安全保障学研究会編著（武田康裕と責任編集）『安全保障学入門』（亜紀書房、2001年、新版2003年）

## 論文
- 「ヨーロッパ新秩序論――アメリカ国際政治学の最前線（上・下）」『国防』41巻1号／41巻2号（1992年）
- 「ネオ・リアリズム国際政治理論――日本の研究者のためのイントロダクション」『防衛大学校紀要 社会科学分冊』65号（1992年）
- 「国際安全保障研究の新たな理論的枠組を目指すために――日本の学界におけるネオ・リアリズム誤解の実情と批判」『新防衛論集』20巻4号（1993年）
- 「アナーキーの下での協力と『適度のあいまい性』――ネオ・リアリズム、ネオ・リベラル・インスティテューショナリズムを超えて」『国際政治』106号（1994年）
- 「海外における『日本核武装論』」『国際問題』426号（1995年）
- 「『仮想の核兵器庫』構想――核軍縮への妙手か」『新防衛論集』24巻4号（1997年）
- 「アジア太平洋における重層的安全保障構造に向かって――多国間協調体制の限界と日米安保体制の役割」『国際政治』115号（1997年）
- 「日本・核兵器・日米同盟」『防衛大学校紀要 社会科学分冊』76号（1998年）
- 「アジア太平洋における予防外交の可能性」『防衛大学校紀要 社会科学分冊』80号（2000年）
- 「日米同盟の展望――米国の眼」『国際問題』491号（2001年）
- 「米国の安全保障政策――冷戦終結から9・11へ」『国際安全保障』29巻2号（2001年）
- 「国際的反テロ連合の構築――9.11テロ後の米国外交」『国際問題』503号（2002年）
- 「奇妙な『安全保障のディレンマ』」『海外事情』56巻6号（2008年）